# ویلم فردریک ورتهایم
ویلم فردریک (ویم) ورتهایم (هلندی: Willem Frederik (Wim) Wertheim) جامعه‌شناس و جمعیت‌شناس هلندی بود.

## شاخص ورتهایم
ورتهایم با مطالعات خود در اندونزی و مقایسه آن با سایر کشورها به این نتیجه رسید که حداقل ۴۰٪ جمعیت کشورهای توسعه نیافته در سنین کمتر از ۱۵ سال قرار دارند و بدینسان آزمون ۴۰٪ (تست ورتهایم) به وجود آمد.
براساس این آزمون انواع ساخت سنی جمعیتها به شرح زیر تقسیم‌بندی می‌شود:
- ساختار سنی جوان: کشورهایی دارای این نوع ساخت سنی هستند که براساس آزمون ورتهایم حداقل ۴۰٪از کل جمعیت آنها کمتر از ۱۵ سال باشند. ویژگی اصلی جمعیت‌های جوان را می‌توان داشتن میزان‌های باروری بالا و پایین بودن عمر متوسط (امید به زندگی) دانست به گونهای که تنها حدود ۵٪ از جمعیت به سنین بالای ۶۵ سال می‌رسند.
- ساختار سنی رو به سالخوردگی: کشورهایی که سیاستهای معیّنی مبنی بر کاهش باروری اتخاذ کردهاند و گامهای اساسی در راه توسعه برداشته‌اند دارای چنین ساخت سنی هستند. در این‌جا از درصد گروه سنی کمتر از ۱۵ ساله کاسته شده (به دلیل کاهش باروری) آن هنوز درصد گروه سنی بالای ۶۵ ساله به حد جمعیتهای سالخورده نرسیده‌است
- ساختار سنی سالخورده: کشورهای توسعه یافته و صنعتی که از دیرباز میزان باروری آنها کاسته شده و درصد افراد کمتر از ۱۵ ساله بین ۱۵ تا ۲۵ و درصد افراد ۶۵ ساله به بالای آنها معمولاً بالای ۱۲ است دارای جمعیت سالخورده هستند.[۱]